# Parthenocissus tricuspidata
La trepadora Parthenocissus tricuspidata es una planta de la familia de la vid (Vitaceae), nativa del este de Asia: Japón, Corea, y el sur y este de China. Se la conoce como parra virgen, mismo nombre que reciben otras especies cercanas como Parthenocissus quinquefolia. 

## Descripción

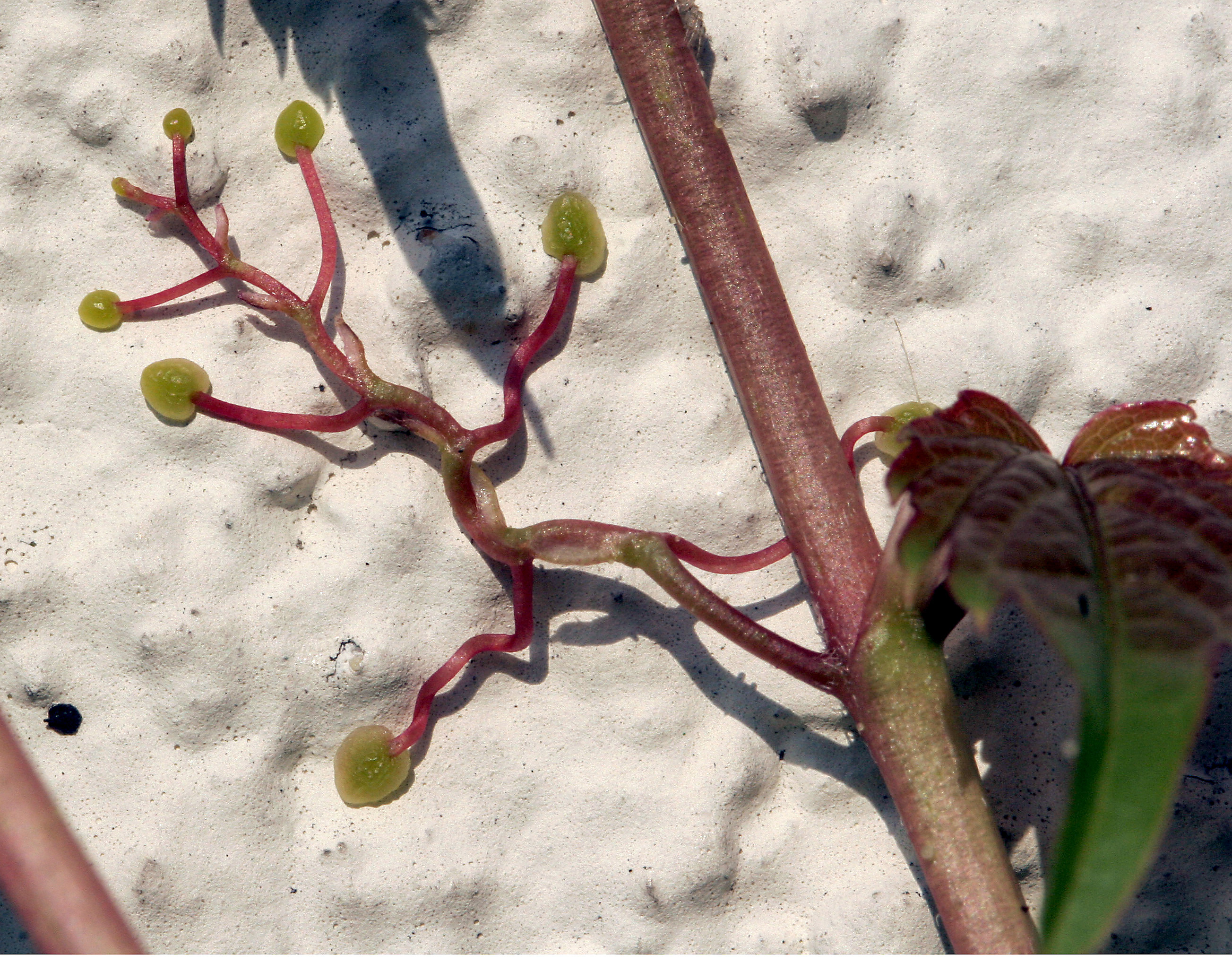
Ventosas de la Parthenocissus tricuspidata

Es una enredadera de hojas caducas, que alcanza a medir los 30 m de altura o más, dadas las condiciones adecuadas de soporte.

Posee zarcillos ramificados, presentando ventosas en las extremidades, que le permiten trepar adhiriéndose a superficies lisas, llegando a cubrirlas en todas direcciones.

### Hojas
Las hojas en las ramas adultas son lobadas, alternas y miden entre 8 y 15 cm, presentando un color verde oscuro.

### Flores
Las flores son discretas, verdosas y se agrupan en ramilletes.

### Frutos
Los frutos son pequeñas uvas de color azul oscuro que miden entre 5 y 10 mm de diámetro.

## Usos
Esta trepadora es cultivada ampliamente con fines ornamentales para cubrir fachadas. Asimismo, por su condición de caduca puede ser empleada para ofrecer sombra en verano y asoleamiento en invierno. Sus zarcillos son no penetrantes, al contrario de lo que ocurre con la hiedra (Hedera), por lo que en principio no daña la fachada. A pesar de esto no se recomienda arrancarla directamente. Es recomendable matar primero las ramas a eliminar y de esta manera las ventosas se degradaran hasta que se desprendan fácilmente.

## Variedades
Se conocen distintas variedades, de las que cabe citar, como más importantes, la Lowi y la Veitchii.

## Taxonomía
Parthenocissus tricuspidata fue descrita por (Siebold & Zucc.) Planch. y publicado en Monographiae Phanerogamarum 5(2): 452, en el año 1887.
Sinonimia
- Acer maximowiczianum subsp. megalocarpum (Rehder) A.E. Murray
- Acer nikoense (Miq.) Maxim.
- Ampelopsis haponica auct.
- Ampelopsis minima auct.
- Ampelopsis tricuspidata Siebold & Zucc.
- Ampelopsis veitchii auct.
- Cissus thunbergii Siebold & Zucc.
- Cissus tricuspidata Siebold & Zucc.
- Crula nikoense (Maxim.) Nieuwl.
- Crula nikoensis Nieuwl.
- Negundo nikoense (Maxim.) Nichols.
- Negundo nikoense Miq.
- Parthenocissus thunbergii (Siebold & Zucc.) Nakai
- Psedera thunbergii (Siebold & Zucc.) Nakai
- Psedera tricuspidata (Siebold & Zucc.) Rehder
- Vitis inconstans Miq.
- Vitis taquetii H. Lév.
- Vitis thunbergii (Siebold & Zucc.) Druce
- Vitis tricuspidata (Siebold & Zucc.) Lynch[2]